# 랜캐란구
랜캐란구(아제르바이잔어: Lənkəran rayonu)는 아제르바이잔 남동부에 위치한 구로 행정 중심지는 랜캐란이며 면적은 1,540km2, 인구는 197,500명(1999년 기준)이다. 행정 중심지인 랜캐란은 법적으로는 랜캐란구에 속하지 않으며 독립된 행정 구역으로 존재한다.